# Maria der Verkündigung (Antonello da Messina)
Die Maria der Verkündigung, in der italienischen Bezeichnung: Annunziata di Palermo, ist ein Gemälde von Antonello da Messina aus der Frührenaissance. Es ist eines seiner Hauptwerke, entstanden auf dem Höhepunkt seines Könnens zwischen 1474 und 1476. Das kleinformatige Bild ist eines der wertvollsten Ausstellungsstücke der Galleria Regionale della Sicilia in Palermo und eines der bekanntesten, nach einer Meinung das bekannteste Gemälde Siziliens. Es gelang Antonello, den gesamten Ablauf der Verkündigungsszene mit Gestik und Mimik der Maria in einem Bild darzustellen.

## Grundkonstruktion und Technik
Die Figur ist in einer Dreivierteldrehung, typisch für Einzelporträts Antonellos, dargestellt. Der blaue Umhang mit der Konstruktion aus zwei Dreiecken wurde von Antonello auch bei der ein Jahr zuvor, 1474, entstandenen Darstellung der Maria der Verkündigung in der Alten Pinakothek in München verwendet. Maria schaut aus dem Bild heraus, aber nicht auf den Betrachter, sondern auf den Erzengel Gabriel selbst. Durch diese Darstellung konnte Antonello auf die ansonsten durch die zugrundeliegende Bibelstelle notwendige Figur des Erzengels selbst verzichten. Ein Frontalbetrachter des Bildes muss, um den programmatischen Ablauf des Bildes zu verstehen, sich den Erzengel als links neben sich stehend oder kniend vorstellen.
Die ebenfalls ungewöhnlich schlichte Darstellung, nicht wie sonst üblich und in späteren Gemälden von ihm mit üppigem Faltenwurf in Brokat oder Goldhintergrund der Madonna in Darstellungen früherer Künstler folgt der Sichtweise Antonellos auf die Szene der Verkündigung: er stellt sie im Augenblick der Verkündigung dar als einfache jüdische Frau, die von der Verkündigung zunächst überrascht wird. Das einfache wollene Gewand mit nur wenigen schweren Falten ist schon ein wegweisender Vorgriff auf die Hochrenaissance.
Das diagonal aufgestellte Lesepult scheint die Bildebene zu durchbrechen und zum Betrachter hin zu öffnen.
Die symmetrische Strenge des Bildes hat Antonello von Piero della Francesca übernommen, dessen Werke er während einer Reise in den 1460er Jahren in Urbino kennenlernte.
Ebenfalls auffällig ist die sehr zurückhaltende Farbgebung und der einfache Hintergrund. Antonello wollte damit die Konzentration des Betrachters auf die Emotionen Marias lenken.
Antonello schuf das Bild in Öl auf Holz. Er war der erste italienische Maler, der diese Technik in die italienische Malerei einführte, erlernt hatte er sie von niederländischen Künstlern. Nur durch diesen Wechsel der bis dahin üblichen Temperatechnik auf Öl konnte er seine Bilder in der für ihn typischen fein detaillierten Art hervorbringen.

## Ablauf des Geschehens

### Bibelzitat nach Lukas
Antonello teilte die zugrundeliegende Bibelstelle des Lukasevangeliums (Lk 1,26–38 ) in Abschnitte emotionaler Regungen Marias auf. Im Lukasevangelium heißt es: (26) Im sechsten Monat wurde der Engel Gabriel von Gott in eine Stadt in Galiläa namens Nazaret (27) zu einer Jungfrau gesandt. Sie war mit einem Mann namens Josef verlobt, der aus dem Haus David stammte. Der Name der Jungfrau war Maria. (28) Der Engel trat bei ihr ein und sagte: Sei gegrüßt, du Begnadete, der Herr ist mit dir. (29) Sie erschrak über die Anrede und überlegte, was dieser Gruß zu bedeuten habe. (30) Da sagte der Engel zu ihr: Fürchte dich nicht, Maria; denn du hast bei Gott Gnade gefunden. (31) Du wirst ein Kind empfangen, einen Sohn wirst du gebären: dem sollst du den Namen Jesus geben. (32) Er wird groß sein und Sohn des Höchsten genannt werden. Gott, der Herr, wird ihm den Thron seines Vaters David geben. (33) Er wird über das Haus Jakob in Ewigkeit herrschen und seine Herrschaft wird kein Ende haben. (34) Maria sagte zu dem Engel: Wie soll das geschehen, da ich keinen Mann erkenne? (35) Der Engel antwortete ihr: Der Heilige Geist wird über dich kommen, und die Kraft des Höchsten wird dich überschatten. Deshalb wird auch das Kind heilig und Sohn Gottes genannt werden. (36) Auch Elisabet, deine Verwandte, hat noch in ihrem Alter einen Sohn empfangen; obwohl sie als unfruchtbar galt, ist sie jetzt schon im sechsten Monat. (37) Denn für Gott ist nichts unmöglich. (38) Da sagte Maria: Ich bin die Magd des Herrn; mir geschehe, wie du es gesagt hast. Danach verließ sie der Engel.

### Offenes Buch und rechte Hand
Den Versen 28 und 29 entspricht das offene Buch, dessen Seiten nicht liegen bleiben, und die Gestik der rechten Hand. Maria wird offensichtlich beim Lesen des vor ihr liegenden Buches auf dem Pult von der Erscheinung des Erzengels überrascht und erschreckt. Es ist nicht bekannt, worauf die sichtbaren Buchstaben genau hindeuten. Nach Meinung von Robert A. Gahl kann es die Stelle Jes 7,14  aus dem Alten Testament sein, in der bereits angekündigt werde, dass eine Jungfrau schwanger und den Sohn Gottes gebären werde. Auf ihren Schrecken weist die abwehrende Geste der Hand hin, auch hat sie vom Buch aufgeblickt. Antonello verkürzte die abwehrende Hand perspektivisch noch so, dass neben dem Pult und dem Hintergrund Tiefenwirkung in das Bild kam.

### Linke Hand
Die linke Hand hat das Buch ebenfalls verlassen und hält den offenen Umhang direkt über dem Herz mit Richtung der Finger auf dieses zusammen. Das bezieht sich auf die Verse 30, der Ansprache des Engels, ihre Frage (Vers 34), und die Antwort Gabriels darauf (Verse 35 bis 37). In der Geste ist mit der Hinwendung auf sich selbst ausgedrückt, dass sie sowohl den Zusammenhang zwischen der Aussage des vor ihr liegenden Buches mit ihrer eigenen Person als auch die Botschaft bzw. die Verkündigung des Erzengels im Hinblick auf ihr eigenes Schicksal verstanden hat.

### Ausdruck der Augen und des Mundes
Der nächste Schritt ist die Darstellung der Akzeptanz und des Sich-Fügens in ihre Vorbestimmung (Vers 38). Augen und Mund haben weder den Schrecken der rechten Hand noch die letztlich verstehende Haltung der linken, beide sind davon bereits unabhängig. Die Augen, keineswegs erschreckt, blicken ruhig und majestätisch auf den Erzengel herab. Sie hat ihre Rolle als zukünftige Mutter Jesu bereits vollständig angenommen und weiß um ihre Stellung als Himmelskönigin. Der Mund verrät etwas Ähnliches, die Lippen sind in einer Art übernatürlichen Lächelns und Vorfreude auf die kommenden Ereignisse gestaltet, womit sich der Bogen schließt und die Verkündigungsszene abgeschlossen ist. Durch diese Mimik konnte Antonello auf die Darstellung der Taube als Symbol des Heiligen Geistes verzichten, die hier üblich wäre.

## Kunstgeschichtliche Würdigung
Das Bild wurde oft beschrieben und gewürdigt. Hervorgehoben werden u. a. die einfache, aber erhabene Darstellung Marias, das Höchstmaß an Emotion, die Antonello in das kleine Bild bringen konnte, als reiz- und eindrucksvoll, aber auch die sorgsam herausgearbeiteten psychologischen Momente sowie die idealisierte Schönheit der Abgebildeten.